# Pierre Le Coq
Pierre Le Coq (17 de janeiro de 1989) é um velejador francês, medalhista olímpico.

## Carreira

### Rio 2016
Pierre Le Coq representou seu país nos Jogos Olímpicos de Verão de 2016, na qual conquistou medalha de bronze na classe RS:X. 